# 아메리칸 에어라인스 센터
아메리칸 에어라인스 센터(영어: American Airlines Center, 영어: AAC)는 미국 텍사스주 댈러스 근교에 있는 실내경기장이다. NBA 댈러스 매버릭스와 NHL 댈러스 스타스의 홈경기장으로 사용되고 있다.

## WNBA경기
| 날짜            | 팀1           | 스코어  | 팀2         |
| --------------- | ------------- | ------- | ----------- |
| 2025년 6월 27일 | 인디애나 피버 | 94 - 86 | 댈러스 윙스 |
| 2025년 8월 1일  | 인디애나 피버 |         | 댈러스 윙스 |

| NHL 올스타전 개최 경기장    |                                 |               |
| 2006년                      | 2007년 아메리칸 에어라인스 센터 | 2008년        |
| 동계 올림픽으로 인해 미개최 | 2007년 아메리칸 에어라인스 센터 | 필립스 아레나 |
|                             |                                 |               |
|                             |                                 |               |